# Kettershausen
Kettershausen é um município da Alemanha, situado no distrito de Baixa Algóvia, no estado da Baviera. Tem 26,73 km² de área, e sua população em 2019 foi estimada em 1.754 habitantes.